# Meizodon
Meizodon is een geslacht van slangen uit de familie toornslangachtigen (Colubridae) en de onderfamilie Colubrinae.

## Naam en indeling
De wetenschappelijke naam van de groep werd voor het eerst voorgesteld door Johann Gotthelf Fischer von Waldheim in 1856. Er zijn vijf soorten, een aantal soorten werd eerder tot andere geslachten gerekend zoals Calamaria, Coronella en Zamenis.

## Verspreiding en habitat
De soorten komen voor in delen van Afrika, ten zuiden van de Sahara. Ze leven in de landen Mali, Centraal-Afrikaanse Republiek, Ivoorkust, Kameroen, Senegal, Gambia, Guinee, Burkina Faso, Togo, Benin, Tsjaad, Niger, Congo-Kinshasa, Nigeria, Ethiopië, Somalië, Sierra Leone, Liberia, Zuid-Afrika, Soedan, Zimbabwe, Mozambique, Tanzania, Swaziland, Botswana, Zambia en Oeganda.
De habitat bestaat uit droge tropische en subtropische bossen, savannen, woestijnen en scrubland.

## Beschermingsstatus
Door de internationale natuurbeschermingsorganisatie IUCN is aan twee soorten een beschermingsstatus toegewezen. Een soort wordt gezien als 'veilig' (Least Concern of LC) en een als 'onzeker' (Data Deficient of DD).

### Soorten
Het geslacht omvat de volgende soorten, met de auteur en het verspreidingsgebied.
| Naam                 | Auteur         | Verspreidingsgebied |
| -------------------- | -------------- | --- |
| Meizodon coronatus   | Schlegel, 1837 | Mali, Centraal-Afrikaanse Republiek, Ivoorkust, Kameroen, Senegal, Gambia, Guinee, Burkina Faso, Togo, Benin, Tsjaad, Niger, Congo-Kinshasa, Nigeria |
| Meizodon krameri     | Schätti, 1985  | Kenia |
| Meizodon plumbiceps  | Boettger, 1893 | Ethiopië, Somalië, Kenia |
| Meizodon regularis   | Fischer, 1856  | Kenia, Ethiopië, Kameroen, Congo-Kinshasa, Centraal-Afrikaanse Republiek, Benin, Nigeria, Guinee, Sierra Leone, Liberia, Ivoorkust                   |
| Meizodon semiornatus | Peters, 1854   | Zuid-Afrika, Soedan, Zimbabwe, Mozambique, Ethiopië, Somalië, Kenia, Tanzania, Swaziland, Botswana, Zambia, Oeganda                                  |